# Þorsteinn Víglundsson

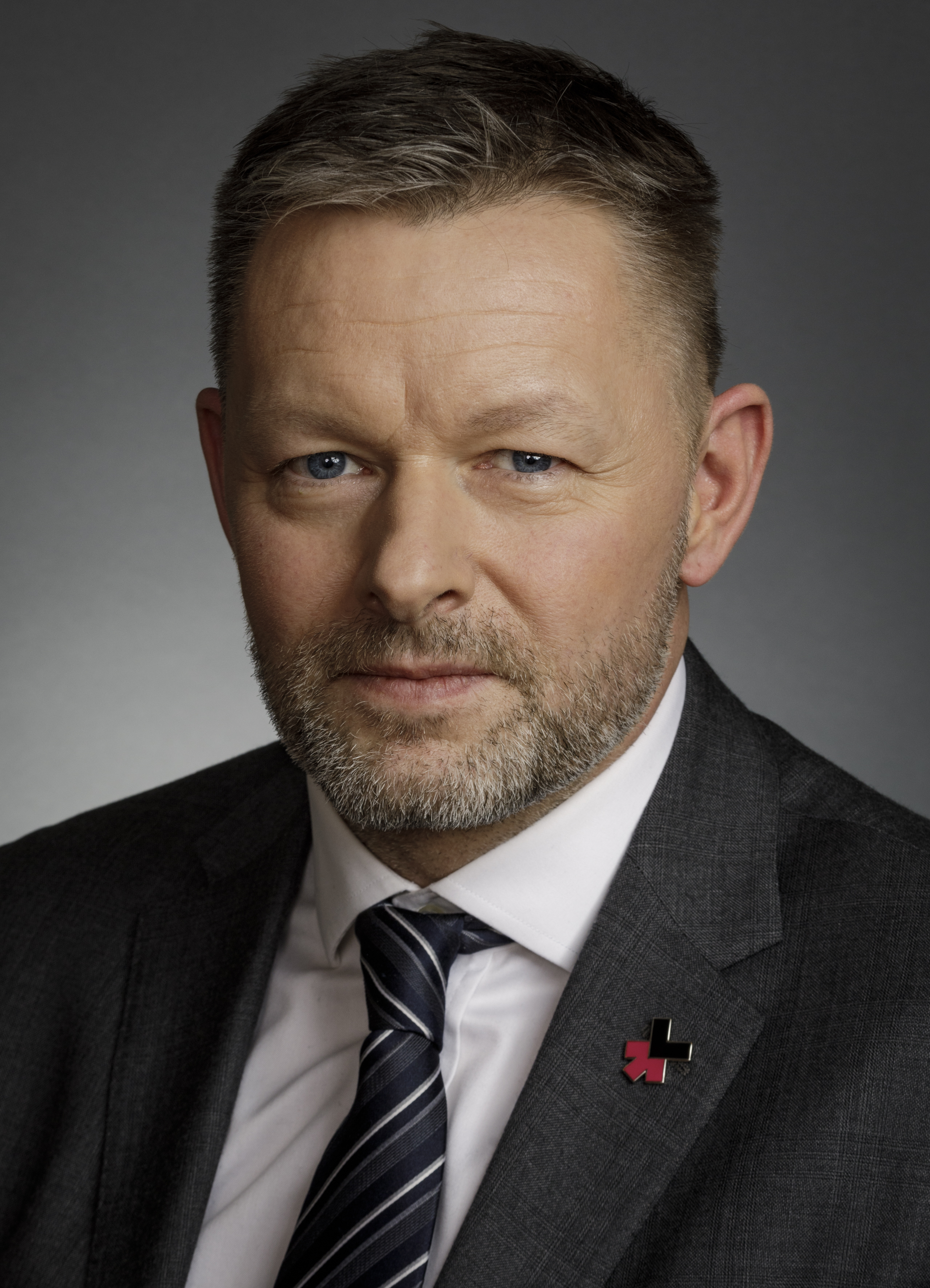
Þorsteinn Víglundsson, 2017

Þorsteinn Víglundsson (transkribiert Thorsteinn Viglundsson; * 22. November 1969 in Seltjarnarnes) ist ein isländischer Manager und Politiker (Viðreisn). Er gehörte von 2016 bis 2020 dem isländischen Parlament Althing an. Von Januar bis November 2017 war er Minister für Soziales und Gleichberechtigung im isländischen Wohlfahrtsministerium.

## Leben
Þorsteinn Víglundsson ist Absolvent des Advanced Management Program (AMP) an der IESE Business School und ergänzte dies durch weiterführende Studien in Management und Strategie an der Universität Island. Seine berufliche Karriere begann als Journalist für Wirtschaftsthemen beim Morgunblaðið. Später war er unter anderem von 1998 bis 2002 in leitender Position bei Kaupthing / Kaupthing Luxemburg (1998–2002), von 2002 bis 2010 als Direktor von BM Vallá (Abbau und Export von Bimsstein) und von 2010 bis 2013 als Direktor des isländischen Aluminiumproduzentenverbandes tätig. Seit 2013 war er Generaldirektor des isländischen Arbeitgeberverbands Samtök atvinnulífsins.
Bei der Parlamentswahl vom 29. Oktober 2016 wurde Þorsteinn Víglundsson für den Wahlkreis Reykjavík-Nord ins isländische Parlament Althing gewählt. Seit dem 11. Januar 2017 war er Minister für Soziales und Gleichberechtigung im Kabinett Bjarni Benediktsson (2017), das aus Mitgliedern der Unabhängigkeitspartei sowie von Viðreisn und Björt framtíð bestand. Sein Ministerium und das Gesundheitsministerium, dem im Kabinett Bjarni Benediktsson Óttarr Proppé vorstand, bildeten damals organisatorisch das isländische Wohlfahrtsministerium (Velferðarráðuneytið).
Im April 2020 reichte Þorsteinn Víglundsson seinen Rücktritt als Abgeordneter des Althing ein, um wieder eine Tätigkeit in der Geschäftswelt aufzunehmen. Für ihn rückte die Juristin Þorbjörg Sigríður Gunnlaugsdóttir nach.